# Antoine Séguier
Antoine Séguier est un magistrat français, membre de la famille Séguier et cinquième fils de Pierre Séguier, né à Paris en 1552, mort dans la même ville en 1624. 
Entré de bonne heure dans la magistrature, il devint conseiller au parlement de Paris et maître des requêtes. En 1576, il accompagna, en qualité de surintendant de justice, le président de Mesmes en Provence pour y tempérer les rigueurs exercées par le parlement contre les calvinistes. De retour à Paris, Antoine Séguier fut nommé conseiller d’État. Quelque temps après, il retourna en Provence, chargé d’aider de ses conseils le gouverneur d’Épernon, et se fit remarquer en restant à Aix, décimée par la peste, pendant que d’Épernon et le parlement avaient quitté leur poste en toute hâte. 
Nommé avocat général et investi le premier du titre de premier avocat général, Séguier revint à Paris, resta attaché à la cause royale pendant la Ligue et, fidèle aux traditions paternelles, il se constitua l’énergique défenseur des droits et des libertés de l'Église gallicane contre les empiétements de Rome. C’est ainsi que, sur ses conclusions, la bulle de Grégoire XIV, se disant pape, fut condamnée à être lacérée et brûlée par la main du bourreau (1591). 
Il fut nommé président à mortier en 1597 et, l’année suivante, ambassadeur de Henri IV à Venise, où il parvint à détourner la république de donner son appui au duc de Savoie contre la France dans le conflit soulevé au sujet du marquisat de Saluces. Séguier présida ensuite la chambre créée en 1607 pour poursuivre les traitants qui s’étaient enrichis aux dépens de l’État et figura parmi les juges de la maréchale d’Ancre. 
Il se démit de sa charge de président à mortier en faveur de son neveu, le célèbre Pierre Séguier, fonda l’hospice de la Miséricorde pour les jeunes orphelins, et, comme il n’avait pas d’enfants, il légua en mourant toute sa fortune aux pauvres.

## Source
« Antoine Séguier », dans Pierre Larousse, Grand dictionnaire universel du XIXe siècle, Paris, Administration du grand dictionnaire universel, 15 vol., 1863-1890 [détail des éditions].